# Serrat de la Creueta (Sant Martí de Centelles)

El Serrat de la Creueta, respecte del terme de Castellcir

El Serrat de la Creueta és un serrat del límit dels termes municipals de Castellcir, Sant Martí de Centelles i Sant Quirze Safaja, el primer i el tercer de la comarca del Moianès, i el segon, de la d'Osona.
Està situada al nord del terme de Sant Quirze Safaja, a llevant del de Castellcir i al sud-est del de Sant Martí de Centelles, al nord-est de la Serra de Barnils.

## Etimologia
Aquest serrat pren el nom d'una antiga creu de terme, de petites dimensions, que existia en el lloc on es trobaven els tres termes esmentats.